# Rhadinaea pulveriventris
Rhadinaea pulveriventris är en ormart som beskrevs av Boulenger 1896. Rhadinaea pulveriventris ingår i släktet Rhadinaea och familjen snokar. Inga underarter finns listade i Catalogue of Life.
Denna orm förekommer i Costa Rica och norra Panama. Arten lever i bergstrakter mellan 1000 och 1600 meter över havet. Den vistas i molnskogar och i andra fuktiga skogar. Honor lägger ägg.
Beståndet hotas av skogsröjningar. Det är inget känt om populationens storlek. IUCN listar arten med kunskapsbrist (DD).